# Sharon Clark
Claudia Jennings Liv Lindeland
Sharon Olivia Clark (née Sharon Olivia Weber) est une actrice et modèle de charme américaine. 
Elle est notamment connue en tant que playmate du magazine Playboy en août 1970, et fut ensuite désignée 
comme Playmate de l'Année 1971.

## Biographie
Sharon a étudié la sociologie à l'Université d'Oklahoma, a travaillé à relire des textes médicaux pour un éditeur, et comme Bunny girl au Club Playboy de
Saint-Louis avant de s'établir à Los Angeles.
Elle a été volontaire dans le Peace Corps à Moen, aux Îles Truk en États fédérés de Micronésie et y a exercé en tant que professeur 
avant de retourner aux États-Unis.
Elle a épousé l'acteur Bob Clark en 1968. En août 1970 elle devient Miss Août 1970, photographiée pour Playboy par William Figge et Ed DeLong. 
A la question "Pourquoi j'ai décidé de devenir Playmate" sa réponse est "à l'origine, c'était pour l'argent, mais l'expérience s'avère être exaltante".
L'année suivante, elle fut choisie comme Playmate de l'Année, à 27 ans révolus, devenant pour 15 ans la Playmate de l'Année la plus âgée, avant Kathy Shower qui en avait 33 lorsqu'elle reçut le titre en 1986. Cinq mois avant son élection, Liv Lindeland (Miss Janvier 1971) qui allait lui succéder comme Playmate de l'Année, dévoilait pour la première fois des poils pubiens sur son dépliant central. Parmi ses cadeaux elle reçut, cas unique, non une automobile comme habituellement, mais un bateau 
Spectra 20 pour le ski nautique.  
Elle apparut ensuite au cours des années 70, dans des émissions de télévision, des films et des productions théâtrales.
D'après le site IMDB, Sharon a épousé l'acteur Jeff Pomerantz le 19 janvier 1983. Ils ont divorcé et elle a ensuite épousé le producteur Steve Binder le 11 août 1997.

## Apparitions dans les numéros spéciaux de Playboy
- Playboy's Playmates - The Second Fifteen Years (1984)
- Playboy's Playmates Of The Year Novembre-Décembre 1986
- Playboy's Pocket Playmates v1n5 (1970-1965) 1996
- Playboy's Facts & Figures Octobre 1997
- Playboy's Book of Lingerie Mars-Avril 1998
- Playboy's Celebrating Centerfolds Vol. 3 (14 septembre 1999)
- Playboy's Playmates of the Year Décembre 2000